# Franco Bassanini
Franco Bassanini (Milano, 9 maggio 1940) è un politico italiano, più volte ministro della Repubblica Italiana e sottosegretario di stato.
È stato presidente della Cassa depositi e prestiti (CDP) dal 6 novembre 2008 al 10 luglio 2015, quando si dimise per assumere l'incarico di Consigliere speciale del Presidente del Consiglio dei ministri Matteo Renzi.
Nel dicembre del 2016 è stato confermato nell'incarico di Consigliere speciale del Presidente del Consiglio da Paolo Gentiloni.
Dal 2001 è presidente della Fondazione Astrid, che si occupa di studi e ricerche sulle politiche pubbliche, sulla riforma delle istituzioni e della pubblica amministrazione, sulla finanza pubblica, sulla regolazione dell’economia, sulla transizione ecologica, sulla trasformazione digitale, sulle istituzioni e le politiche dell’Unione europea .

## Biografia

### Carriera accademica
È uno dei sei figli di Alessandra Tremontani e Antonio Bassanini, costruttore edile che realizzò il Palazzo dei Congressi all'EUR.
Laureatosi in Giurisprudenza, dal 1960 al 1962 è stato presidente della FUCI di Milano. Docente di Diritto costituzionale all'Università degli Studi di Roma "La Sapienza", ha insegnato anche negli atenei di Milano Statale, Trento, Sassari e Firenze.

### Carriera politica
Bassanini ha fatto parte del Partito Socialista Italiano sino al 1981, in seguito si è candidato come indipendente nelle liste del Partito Comunista Italiano; allo scioglimento di questo ha aderito al Partito Democratico della Sinistra e successivamente ai Democratici di Sinistra. Deputato dal 1979 al 1996 e senatore dal 1996 al 2006.

#### Nel PSI
Esponente della sinistra socialista di Riccardo Lombardi e Claudio Signorile, ha diretto l'Ufficio legislativo del PSI dal 1977 al 1980.
È stato membro, dal 1978 al 1981, del comitato centrale e della direzione del PSI, collaborando alla redazione del "progetto per l'alternativa di sinistra" approvato dal Congresso socialista di Torino nel 1979.
Nel 1981 fu espulso dal partito per aver sottoscritto, con Enzo Enriques Agnoletti, Tristano Codignola, Paolo Leon, Elio Veltri, Renato Ballardini e altri, un "appello ai socialisti" fortemente critico nei confronti dell'allora gruppo dirigente del PSI, soprattutto per la gestione della vicenda P2, per il coinvolgimento di esponenti del partito in episodi di malaffare e per la forte riduzione degli spazi di dissenso democratico riconosciuti alle minoranze interne al partito.
Si pose così a capo di un'effimera Lega dei Socialisti, comprendente i socialisti espulsi; alcuni dei suoi esponenti, tra i quali il medesimo Bassanini, furono poi eletti come indipendenti nelle liste del PCI in occasione delle elezioni politiche del 1983.

### Parlamentare
È stato eletto per la prima volta alla Camera dei deputati nel 1979 e vi è rimasto ininterrottamente fino al 1996, per cinque legislature. Nel 1983 e nel 1987 vi è stato eletto come indipendente nelle liste del Partito Comunista Italiano, del quale tuttavia non ha mai fatto parte.
Dal 1992 al 1996 ha fatto parte della Direzione nazionale e della Segreteria nazionale del Partito Democratico della Sinistra, come responsabile per lo Stato, le Regioni e le riforme istituzionali, per poi entrare nella Direzione nazionale dei Democratici di Sinistra, dove è rimasto fino al 2006. Dal 2007 al 2009 ha fatto parte della Direzione nazionale del Partito Democratico, nel quale sono confluiti i Democratici di Sinistra.
In questo periodo ha presieduto, dal 1987 al 1990, il Comitato parlamentare per il controllo della politica monetaria e di bilancio; è stato vicepresidente e poi presidente del gruppo dei deputati della Sinistra Indipendente; ha fatto parte del Governo ombra del Partito Comunista Italiano, costituito nel biennio 1991-1992 (mentre il PCI veniva disciolto e si formava il PDS), come ministro dell'Interno, dei diritti civili, della informazione e della pubblica amministrazione.
Nel 1996 e nel 2001 è stato eletto al Senato, sempre nel PDS, nel collegio uninominale di Siena.
Alle elezioni politiche del 2006 è ricandidato al Senato della Repubblica, nelle liste dei Democratici di Sinistra in Sicilia, risultando tuttavia il primo dei non eletti.
È stato eletto per due volte nel Consiglio comunale di Milano e ha presieduto la Commissione consiliare per la redazione dello Statuto del Comune.
È stato socio fondatore dell'Associazione "Salviamo la Costituzione: aggiornarla, non demolirla", costituitasi in vista del referendum costituzionale del 2006 allo scopo di respingere il progetto di riforma varato nel 2005 dalla maggioranza di centro-destra (la riforma fu respinta col 62% dei voti).
Nel 2011 ha sostenuto un comitato per il NO ai referendum sui servizi pubblici locali e tariffa del servizio idrico.

#### Ministro della funzione pubblica
Nella legislatura 1996-2001, guidata dai governi dell'Ulivo, è stato nominato Ministro per la Funzione Pubblica e gli Affari Regionali (primo governo Prodi), sottosegretario alla Presidenza del Consiglio dei ministri (primo governo D'Alema) e nuovamente Ministro per la Funzione Pubblica (secondo governo D'Alema e secondo governo Amato).
Attuò iniziative volte a migliorare l'efficienza della pubblica amministrazione sollecitando lo spostamento dell'attenzione dei funzionari e dei dipendenti statali dal rispetto delle norme al rispetto del cittadino, concretizzatesi in una serie di leggi, dette per l'appunto leggi Bassanini. Fra tutte, vi fu anche l'iniziativa che condusse al ricorso massivo all'autocertificazione, normativa tanto vecchia quanto poco usata e che fu applicata solo grazie al suo intervento diretto.
Nello stesso periodo, ha realizzato un vasto programma di decentramento amministrativo e ha introdotto per la prima volta in Italia la firma digitale e la carta d'identità elettronica.
Ha presieduto il Terzo Global Forum on Reinventing Government, sotto l'egida dell'ONU, e vi ha tenuto la relazione introduttiva su Strengthening Democracy and Development through e-Government (Napoli 2001). Ha fatto parte dal 2001 al 2006 dell'High Level Panel della ICT Task Force del Segretario generale dell'ONU.

## Cariche principali
Nel 2001, insieme con l'ex Presidente del Consiglio Giuliano Amato, ha fondato Astrid (Associazione per gli studi e le ricerche sulla riforma delle istituzioni democratiche e sull'innovazione nelle pubbliche amministrazioni), think-tank che raggruppa studiosi delle istituzioni e dell'amministrazione dell'area di centrosinistra, tra i quali diversi ex-ministri dei governi Amato, Ciampi, Dini, Prodi e D'Alema. Nel consiglio direttivo di Astrid vi è anche la giurista Luisa Torchia.
Dal 2002 al 2005 è stato nel consiglio d'amministrazione dell'École nationale d'administration (ENA, ente di formazione per gli alti dirigenti della pubblica amministrazione francese).
Dal 2003 al 2005 ha fatto parte del Comité d'Evalutation des Stratégies ministérielles de réforme istituito dal Primo ministro francese Jean-Pierre Raffarin. Presidente del Comitato era Francis Mer. Il Rapporteur Emmanuel Macron.
Dal 2007, chiamatovi da Nicolas Sarkozy con Mario Monti, ha fatto parte della Commission pour la libération de la croissance francaise, anche nota come Commissione Attali.
Dall'inizio del 2007 fino al luglio 2015, ha fatto parte del Consiglio di Amministrazione della Cassa Depositi e Prestiti, su designazione degli azionisti privati di minoranza della stessa (un gruppo di Fondazioni di origine bancaria). Nel maggio 2007 è stato eletto vicepresidente e nel novembre 2008 presidente della stessa CDP con uno stipendio di 295 000 euro all'anno.
Nel 2008 ha fatto parte del tavolo interistituzionale per le riforme per Roma Capitale, tavolo tecnico di giuristi che affiancò la Commissione Amato.
Dal 2012 al 2021 ha fatto parte dell'Advisor Board della Fédération Française des Sociétés d'Assurances.
Dal 2014 fa parte dell'Advisory Board della FeBAF (Federazione italiane delle Banche, Assicurazioni e Finanza).
Dal 2016 fa parte del Comitato scientifico del Centro Studi di Confindustria.

### Altre cariche
- Già membro del consiglio di amministrazione della Fondazione Centro Studi Enel, legata a Enel S.p.A.[20]
- Già Presidente del Consiglio di Amministrazione di OpEn Fiber SpA, nata dalla fusione fra Enel OpEn.Fiber e Metroweb SpA (dal 2017 al 2021)
- Già Presidente del Consiglio di Amministrazione di CDP Reti SpA
- Già Presidente dello Investors Board di InfraMed[21][22]
- Già Membro del Supervisory Board di Marguerite Adviser S.A.[23]
- Presidente del Long Term Investors Club dal 2013 al 2016, poi Presidente onorario[24][25]
- Già Vicepresidente della European Long-Term Investors' Association[26][27]
- Membro del Consiglio Direttivo di Assonime[28][29]
- Membro del Consiglio di Amministrazione della Fondazione per le Scienze Religiose - Bologna
- Presidente del Consiglio d'Amministrazione di Persidera SpA
- Vicepresidente del Comitato Scientifico della Fondazione Italia USA

## Vita privata
È sposato in seconde nozze dal 1996 con Linda Lanzillotta, che è stata vicepresidente del Senato della Repubblica e ministro della Repubblica.  

## Opere

### Pubblicazioni
Ha pubblicato libri e articoli scientifici su argomenti di diritto costituzionale, diritto dell'economia, politica delle istituzioni, diritto amministrativo. Ha coordinato la ricerca del CNR sulle procedure di programmazione finanziaria e di gestione del bilancio nei paesi dell'Occidente.

### Libri
- L'attuazione del federalismo fiscale. Una proposta, a cura di Franco Bassanini e Giorgio Macciotta, Il Mulino, 2004.
- Costituzione. Una riforma sbagliata, a cura di Franco Bassanini, Passigli, 2004
- Sviluppo o declino. Il ruolo delle istituzioni per la competitività del paese, a cura di Luisa Torchia e Franco Bassanini, Passigli, 2005
- Per far funzionare il Parlamento, a cura di Andrea Manzella e Franco Bassanini, Il Mulino, 2007
- Semplificare l'Italia, a cura di Franco Bassanini e Luca Castelli, Passigli, 2008
- Le nuove istituzioni europee. Commento al Trattato di Lisbona, a cura di Franco Bassanini e Giulia Tiberi, II ediz., Il Mulino 2010
- Il finanziamento dell'Europa, a cura di Franco Bassanini e Maria Teresa Salvemini, Passigli, 2010.
- Istruzione bene comune, a cura di Franco Bassanini e Vittorio Campione, Passigli, 2011
- Per il programma di Governo. Proposte di politiche pubbliche, a cura di Franco Bassanini, Passigli, 2013
- Due Camere, un Parlamento, a cura di Franco Bassanini e Andrea Manzella, Il Mulino 2017
- Il mostro effimero. Democrazia, economia e corpi intermedi, a cura di Franco Bassanini, Floriana Cerniglia, Alberto Quadrio Curzio e Luciano Vandello, Il Mulino, 2019
- Lo Stato promotore, a cura di Franco Bassanini, Giulio Napolitano e Luisa Torchia, Il Mulino, 2021
- Una società di persone? I corpi intermedi nella democrazia di oggi e di domani, a cura di Franco Bassanini, Tiziano Treu e Giorgio Vittadini, Il Mulino, 2021